# Motoo Kimura
Motoo Kimura (Okazaki, 13 de novembro de 1924 — 13 de novembro de 1994) foi um geneticista japonês.
Em 1968 propôs sua teoria neutralista da evolução: No nível molecular, a maioria de mutações são neutras, isto é, não têm influência nenhuma na adaptação e seleção natural.